# Eugen Langen

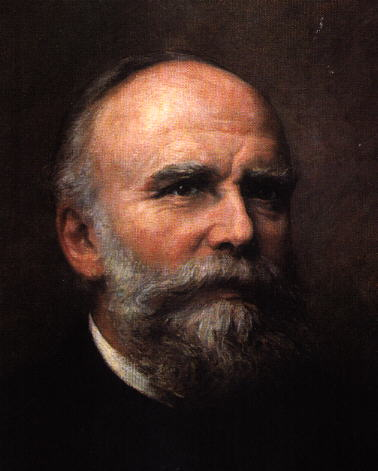
Eugen Langen

Carl Eugen Langen (Keulen, 9 oktober 1833 – Elsdorf, 2 oktober 1895) was een Duitse ondernemer, ingenieur en uitvinder. Langen was betrokken bij de ontwikkeling van de Ottomotor en de zweefbaan die  in Wuppertal gerealiseerd werd.

## Leven en werk
Eugen Langen is de voornaamste zoon van de suikerfabrikant Johann Jakob Langen. J. J. Langen heeft in 1845 de Zuckerfabrik Schleußner & Heck overgenomen. Hij bestuurt de suikerfabriek  J. J. Langen & Söhne samen met zijn zonen Carl Otto, Gustav en Emil. In 1858 komt Eugen Langen na een omvangrijke technische opleiding in de firma.
In 1864 komt Carl Eugen Langen in contact met Nicolaus August Otto, die in zijn vrije tijd werkt aan de verbetering van de atmosferische motor van de Belg Etienne Lenoir. De technisch opgeleide Eugen Langen ziet het potentieel van de ontwikkelingen van Otto en sticht één maand na hun ontmoeting de eerste motorenfabriek ter wereld, N. A. Otto & Cie. Op de Parijse wereldtentoonstelling  van 1867 won de verbeterde gasmotor de flugkolbenmotor de gouden medaille.
Nadat de eerste fabriek failliet ging, sticht Langen in Deutz met vreemd kapitaal een nieuwe firma voor de bouw van gasmotoren, de Gasmotorenfabrik Deutz, het huidige Deutz AG, dat later overging in het concern Klöckner-Humboldt-Deutz (KHD). Otto's schulden ter waarde van 18.000 talern werden overgenommen door Eugen Langen. Om de productie te verzekeren, wierf Langen Gottlieb Daimler, verantwoordelijk voor de productie en Wilhelm Maybach, verantwoordelijk voor de constructie aan. In 1874 haalde de firma een maandelijkse productie van 80 motoren. Nu kon Otto zijn oude idee van een viertaktmotor productierijp maken.